# فرانشيسكو سالاتا
كان فرانشيسكو سالاتا (17 سبتمبر 1876- 10 مارس 1944) سيناتورًا إيطاليًا دلماسيًا وسياسيًا وصحفيًا ومؤرخًا وكاتبًا. كان سالاتا وحدويًا وإن كان نهجه أكثر شرعوية من أقرانه، إضافة إلى كونه أكثر ليبرالية. تعرض للانتقاد والهجوم من الفاشيين، على الرغم من أنه عُين في الحكومة الفاشية بعد استيلائها على السلطة وكتب كتبًا يعتذر فيها عن السياسة الفاشية. كان سالاتا مغرمًا جدًا بموطنه إستريا، وعارض ما اعتبره نشرًا للثقافة السلافية على أيدي الكهنة الكرواتيين في إستريا وكفارنر ودلماسية. اتهم رجال الدين السلوفينيين والكرواتيين بنشر الثقافة السلافية في إستريا وكفارنر. أيد سالاتا فكرة أن دلماسية وإستريا وكفارنر كانت تاريخيًا أراضي إيطالية.
من أشهر أعماله غولييمو أوبردان بحسب الوثائق السرية للمحاكمة: مراسلات دبلوماسية ووثائق أخرى غير منشورة (1924)، والذي أُعيد نشره في نسخة مختزلة بعنوان أوبردان عام 1932، وميثاق موسوليني: تاريخ خطة سياسية ومفاوضات دبلوماسية (1933)، وعقدة جيبوتي: التاريخ الدبلوماسي على وثائق غير منشورة (1939).

## سيرته
وُلد سالاتا يوم 17 سبتمبر 1876 في أوسيرو على جزيرة كريس، والتي كانت آنذاك جزءًا من الإمبراطورية النمساوية المجرية. لم تكن عائلته أرستقراطية بالوراثة، لكنها كانت ثرية رغم ذلك. كان والده بوديستا أوسيرو من 1883 حتى 1901.
في 1911، تزوج سالاتا من إلدا ميزان سليلة عائلة من بيزينو. أنجبا ابنة وُلدت في 1911 سمياها ماريا. جال سالاتا إستريا رفقة غابرييل دانونزيو، والذي كان قد تعرف على زوجة سالاتا المستقبلية قبل سنوات من خطبتها له، حيث صممت تكريمًا للشاعر عند دخوله البلدة الإسترية، وأهداها دانونزيو نسخة من كتابه فرانشيسكا دا ريميني.
في وقت مبكر من سنوات دراسته الثانوية، خاطر سالاتا بالطرد من جميع مدارس الإمبراطورية بسبب محاولاته تأسيس فرع للرابطة الوطنية في أوسيرو، والذي روج للغة والثقافة الإيطالية في الأراضي التي يسكنها الألمان والكرواتيون والسلوفينيون، وهي ترينتينو والساحل الأدرياتيكي.
بعد التحاقه بالمدرسة الثانوية في كابوديستريا (كوبر)، درس سالاتا القانون في جامعة فيينا (ما مجموعه سبعة فصول دراسية). درس فصلين أيضًا في جامعة غراتس. قاطع سالاتا دراسته ليتفرغ أولًا للصحافة ثم لدراسات التاريخ. كان في عام 1888 محررًا لمجلة بولا إل بوبولو إستريانو، ولاحقًا متعاونًا مع صحيفة إل بيكولو في تريستي.
شارك في مؤتمرات الجمعية الإيطالية لعلم الآثار في إستريا. كانت مداخلته الأولى عن فرانشيسكو باتريزي، ونُشرت تحت عنوان في الذكرى المئوية الثالثة لوفاة فرانشيسكو باتريزيو، في أعمال وذكريات الجمعية الأسترية للآثار وتاريخ الوطن. بأعماله أبرشية أوسيرو القديمة والطقوس السلافية: صفحات من تاريخ الوطن (1897)، ودراسات جديدة عن الليتورجيا السلافية (1897)، انضم إلى النقاش ضد استغلال الليتورجيا القديمة التي نشرها الكهنة السلافيون (الكرواتيون) لتعزيز استخدام اللغة الكرواتية في الكنائس الكاثوليكية في أستريا وكفارنر. ينتهي كلا العملان بهجوم على رجال الدين السلوفينيين والكرواتيين. وتزايدت الوطنية في أعماله اللاحقة.